# يوميات الحلم

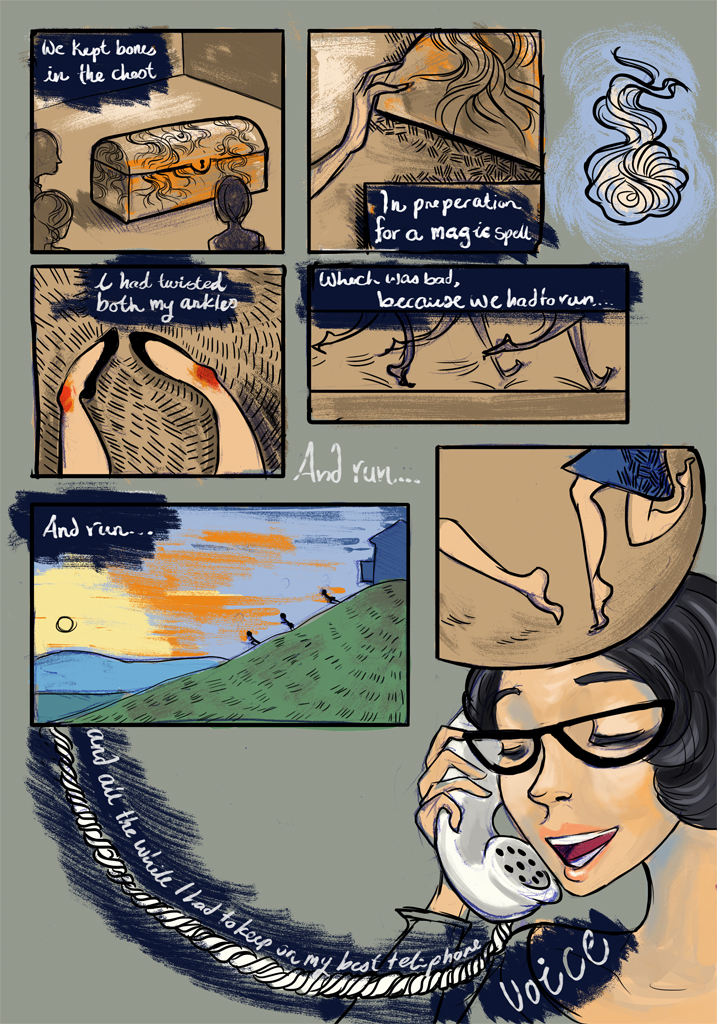
مذكرة أحلام الفنان، مكتوبة على شكل قصة مصورة. "كنّا نحتفظ بالعظام في الصدر، استعدادًا لتعويذة سحرية [...] وطوال ذلك الوقت، كان عليّ الحفاظ على أفضل صوت للهاتف".

يوميات الأحلام (بالإنجليزية: dream diary)‏ هي يوميات تسجل فيها تجارب الأحلام، وقد تتضمن سجلاً للأحلام الليلية والتأملات الشخصية وتجارب أحلام اليقظة، وتستخدم غالبًا في دراسة الأحلام وعلم النفس . يستخدم بعض الناس يوميات الأحلام أيضًا كوسيلة للمساعدة في إحداث أحلام صافية. كما أنها تعتبر حافزًا مفيدًا لتذكر الأحلام. صاغت آن فاراداي في كتابها "لعبة الأحلام" استخدام يوميات الأحلام كأداة لمساعدة الذاكرة وطريقة للحفاظ على التفاصيل التي تنسى بسرعة بغض النظر عن مدى تذكر الحلم في البداية.[بحاجة لمصدر] وبإبقاء يوميات للأحلام، يصبح الشخص أكثر انتباهًا لأحلامه ومن المرجح أن يتذكرها بتفاصيل أكبر. يمكن أن يكون هذا مفيدًا لأولئك الذين يهتمون باستكشاف معاني ورموز أحلامهم، فضلاً عن أولئك الذين يستمتعون بتجربة الأحلام.

## الحلم الصافي
غالبًا ما يحتفظ الأشخاص الذين يسعون إلى إحداث أحلام واعية بيوميات الأحلام. فكتابة الأحلام تزيد من ما يُسمى بـ "استرجاع الأحلام"، أو القدرة على تذكر الأحلام. عند كتابة الأحلام، يبحث الحالم عادةً عن "علامات الأحلام"، أو الأنماط المتكررة التي اكتشفت بين الأحلام. يمكن أن يختلف استرجاع الأحلام من يوم لآخر، ولكن الحفاظ على مذكرة للأحلام يميل إلى تنظيم ذاكرة الأحلام اليقظة.
من المهم تسجيل تفاصيل الأحلام في مذكرة الأحلام على الفور بعد الاستيقاظ، حيث ينسى الأفراد تفاصيل أحلامهم بسرعة. فبكتابة تاريخ اليوم التالي في مذكرة الأحلام، يعلن الحالم النية الواعية لتذكر الأحلام، مما يتواصل مع العقل الباطن. يرد العقل الباطن بملء هذا الرغبة. تسبب هذه العملية العقلية في تعاون العقل الواعي والباطني معًا نحو الهدف المشترك في تذكر الحلم.

### استيقاظ كاذب
يؤدي الانضباط في الاستيقاظ لتسجيل حلم في اليوميات في بعض الأحيان إلى استيقاظ كاذب حيث يسجل الحالم الحلم السابق بينما لا يزال في المنام. أفاد بعض كتاب يوميات الأحلام بأنهم دوّنوا نفس الحلم مرة أو مرتين في الحلم قبل الاستيقاظ فعليًا، وسجلوه في يوميات الأحلام حقيقة.

## استخدامات محددة
كثيرًا ما يحتفظ أتباع حركة إكنكار بمذكرات أحلامهم، نظرًا لأنهم ينظرون إلى الأحلام على أنها أدوات تعليمية مهمة وبوابة إلى "السفر الروحاني"، أو تحول وعي المرء إلى حالات أعلى من الوجود.

## مقالات ذات صلة
- يوميات النوم
- استيقاظ كاذب
- قائمة يوميات الأحلام [الإنجليزية]
- حلم صاف
- تيار اللاوعي (السرد) [الإنجليزية]